# Dècim Pacari
Dècim Pacari (en llatí Decimus Pacarius) va ser un magistrat romà del segle i.
Era governador de l'illa de Còrsega l'any 69. Va ser partidari de Vitel·li al que volia enviar ajut, però els habitants de l'illa, que s'hi oposaven, es van revoltar i el van matar, encapçalats pels notables locals.